# Lijst van trainers van Nashville SC
Deze lijst omvat de voetbalcoaches die de Amerikaanse club Nashville hebben getraind vanaf 2020 tot op heden.
| Seizoen | Trainer(s)                                 | Prijzen | Bijzonderheden |
| ------- | ------------------------------------------ | ------- | -------------- |
| 2025    | B. J. Callaghan                            |         | 0              |
| 2024    | B. J. Callaghan                            |         | 0              |
| 2024    | Rumba Munthali (interim, tot 22 juli 2024) |         | 0              |
| 2024    | Gary Smith (tot 16 mei 2024)               |         | 0              |
| 2023    | Gary Smith (tot 16 mei 2024)               |         | 0              |
| 2022    | Gary Smith (tot 16 mei 2024)               |         | 0              |
| 2021    | Gary Smith (tot 16 mei 2024)               |         | 0              |
| 2020    | Gary Smith (tot 16 mei 2024)               |         | 0              |